# Unfaithful
Az "Unfaithful" egy Pop/R&B ballada, amit Ne-Yo, Tor Erik Hermansen és Mikkel S. Eriksen írt Rihanna második albumára, az A Girl Like Me-re. 2006 közepén jelent meg az album második kislemezeként, több ország slágerlistáján is elérte az első helyet, vagy egyéb jó helyezést ért el.

## Információk a dalról
Az "Unfaithful"-t Ne-Yo és a Stargate duó írta Rihannának. A dal remekül bemutatja az "A Girl Like Me" albumot, mivel Rihanna ezt egy jóval személyesebb albumnak szánta, amin a tapasztalatairól és azokról a dolgokról énekel, amik egyszer meg fognak történni minden lánnyal. Miközben a lemez dalai hasonlítottak Rihanna első albumának, a Music Of The Sunnak a dancehall és R&B számaira, addig az "Unfaithful" más volt, mint az elődei, mivel ez egy pop-ballada. A dal szerepel a Karaoke Revolution Presents: American Idol Encore játékban és mind a mai napig az egyik legismertebb és legkedveltebb Rihanna dal.

## Kritikák
A jó slágerlistás helyezések, a hatalmas népszerűség és az óriási globális sikerek ellenére a dal megosztotta a kritikusokat, mint az első Rihanna által énekelt ballada. Amit legtöbbször megvitattak az a hangja és az előadásmódja volt. Shaun Kitchener az UKMix-tól azt nyilatkozta, hogy "Tagadhatatlanul erős hangja van", de ezzel szemben Bill Lamb az About.com-tól azt mondta, hogy "Rihanna hangja nem valami erős". Bár a dalról sokan azt gondolták, hogy kapni fog Grammy jelölést, végül nem vették fel a 2007-es jelöltek listájára.

## Slágerlistás szereplés
Az Unfaithful a 2006-os év egyik legnagyobb slágere volt. Az amerikai Billboard Hot 100 slágerlistán 2006 júliusában érte el a 6. helyet. A dal videóklipje jól szerepelt az MTV's Total Request Live műsorának slágerlistáján, ahol 2 hétig birtokolta az első helyet. A dalt a TRL 2006. július 25-én, a klipet pedig július 27-én kezdte el játszani, melynek slágerlistáján végül a 7. lett. Ez volt egyébként Rihanna első olyan klipje, amit játszott a csatorna.
A kislemez 2006. július 17-én jelent meg az Egyesült Királyságban és Ausztráliában. Az angol kislemezlistán a 16. helyen debütált, de a következő héten a letöltések miatt elérte a 2. helyet. Ezzel az Unfaithful lett Rihanna harmadik olyan dala (a Pon De Replay és az SOS után), amely a 2. lett Angliában. Ugyanezen a napon a dal a 2. helyen debütált Ausztráliában.
Az Euro 200-as slágerlistán az első helyet is elérte és utána még hetekig szerepelt a top 3-ban.

## Számlista és formátumok
- CD single (UK version)

1. "Unfaithful" (Eriksen, M./Hermansen, T./Smith, S.) – 3:48
2. "SOS (Moto Blanco Remix)" (Bogart, E. Kidd/Cobb, E./Rotem, J.) – 5:14

- CD single Pt. 2

1. "Unfaithful" (Eriksen, M./Hermansen, T./Smith, S.) – 3:48
2. "Unfaithful (Tony Moran Radio Edit)" (Eriksen, M./Hermansen, T./Smith, S.) – 3:10
3. "Unfaithful (Instrumental)" (Eriksen, M./Hermansen, T./Smith, S.)

- Extras:

"Unfaithful" (Video) – 4:34
- Dutch CD single

1. "Unfaithful" (Eriksen, M./Hermansen, T./Smith, S.) – 3:48
2. "Unfaithful (Tony Moran Radio Edit)" (Eriksen, M./Hermansen, T./Smith, S.) – 3:10

- UK 12" vinyl single

Side A
1. Radio Edit
2. Instrumental

Side B
1. Remix

## Slágerlistás helyezések
| Slágerlista (2006)                   | Legmagasabb helyezés |
| ------------------------------------ | -------------------- |
| Ausztrál ARIA kislemezlista          | 2                    |
| Osztrák kislemezlista                | 2                    |
| Belga kislemezlista                  | 3                    |
| Kanadai kislemezlista                | 1                    |
| Holland Top 40                       | 4                    |
| Finn kislemezlista                   | 13                   |
| Francia kislemezlista                | 1                    |
| Német kislemezlista                  | 2                    |
| IÍr kislemezlista                    | 2                    |
| Olasz kislemezlista                  | 14                   |
| Új-Zélandi RIANZ kislemezlista       | 4                    |
| Norvég kislemezlista                 | 2                    |
| Román Top 100                        | 8                    |
| Swedish kislemezlista                | 6                    |
| Svájci kislemezlista                 | 1                    |
| UK kislemezslita                     | 2                    |
| USA Billboard Hot 100                | 6                    |
| USA Billboard Hot Dance Club Play    | 1                    |
| USA. Billboard Hot R&B/Hip-Hop Songs | 18                   |
| USA Billboard Pop 100                | 4                    |